# Christian Ernest av Stolberg-Wernigerode
Christian Ernest, Greve av Stolberg-Wernigerode , född 2 april 1691 i Gedern, död 25 oktober 1771 i Wernigerode, var en tysk politiker och medlem av huset Stolberg. Han styrde över grevskapet Wernigerode i Harzbergen.

## Biografi
Christian Ernest var det tionde barnet från greven Louis Christian av Stolbergs andra äktenskap. Hans mor var Christine, dotter till Gustav Adolf, hertig av Mecklenburg-Güstrow.
I enlighet med sin fars testamente från den 23 januari 1699 skulle Christian Ernest ärva grevskapet Wernigerode, vilket fram till dess hade styrts av hans farbror, greve Ernest av Stolberg. Efter sin fars död år 1710 fick han sitt arv under förmyndarskap av sin mor, därefter kallade han sig för Graf zu Stolberg-Wernigerode. Han flyttade greveskapets center från Ilsenburg tillbaks till Wernigerode, varefter han såg till att få Wernigerode slott upprenoverat och moderniserat.
I en uppgörelse år 1714 tvingades Christian Ernest att erkänna Brandenburg-Preussens suveränitet över grevskapet Wernigerode. 
Den 21 maj 1738 utfärdade han ett påbud som begränsade arvsrätten till manliga ättlingar och förbjöd framtida uppdelningar av grevskapet Wernigerode.
När hans bror Henrik August dog år 1748 ärvde Christian Ernest territoriet Schwarza, Thüringen.
Christian Ernest var en riddare av den kungliga preussiska svarta örns orden och den kungliga danska Ordre de l'Union Parfaite. Från och med 1735 tjänade han sin kusin på sin moders sida, kung Christian VI av Danmark, som hemlig rådsherre. (Geheimrat)
Under Christian Ernests regeringstid var det byggverksamhet på gång i grevskapet Weringerode. Han lät förnya lustgården i Wernigerode i den franska stilen och byggde ett orangeri. Han är även ansvarig för byggandet av den änne bevarade "Wolkenhäuschen"  på Brocken, det högsta berget i Harz.

## Giftermål och ättlingar
Den 31 mars 1712 gifte sig Christian Ernest med Sophie Charlotte, grevinna av Leiningen-Westerburg (22 februari 1695 - 10 december 1762). Hon var dotter till Johann Anton, Greve av Leingingen-Westerburg och Christine Luise, Grevinna av Sayn-Wittgenstein.
De hade en son:
- Henry Ernest av Stolberg-Wernigerode (1716–1778); gifte sig först med Grevinnan Marie Elizabeth II av Promnitz och hade barn. Han gifte sig en andra gång med prinsessan Christiane Anne av Anhalt-Köthen (1726–1790), dotter till Augustus Louis, prins av Anhalt-Köthen (1697–1755); de fick barn.